# Рястка двозначна
Ря́стка двозна́чна (Ornithogalum amphibolum) — багаторічна рослина родини холодкових. Вид занесений до Червоної книги України та Європейського червоного списку. Малопоширена декоративна культура.

## Опис
Трав'яниста рослина заввишки 10–30 см, геофіт, ранньовесняний ефемероїд. Цибулина яйцеподібна, коричнева. Стебло відсутнє. Листки зібрані в розетку, вузьколінійні, жолобчасті, зверху з білою поздовжньою смужкою. Квітконіс прямостоячий, голий. Суцвіття — китиця, що складається з 9–15 квіток. Приквітки ланцетні, сухі, плівчасті, коричневі. Квітконіжки після відцвітання спрямовані косо вгору або майже горизонтально відхилені. Листочки оцвітини білі із зеленою смужкою. Плід — коробочка з трьома безкрилими ребрами.

## Екологія та поширення
Вид світлолюбний, помірно посухостійкий. Зазвичай зростає на степових, кам'янистих, супіщаних і глинистих схилах. Віддає перевагу помірно вологим, добре гумусованим, пухким ґрунтам, на сухих і задернованих розвивається погано.
Цвітіння відбувається у квітні-травні, плодоносить у червні. Розмножується насінням та вегетативно (цибулинами).
Рястка двозначна — ендемік північно-західного Причорномор'я. Росте на плато Добруджа в Румунії, а також в Молдові. В Україні трапляється в Ізмаїльському та Болградському районах Одеської області. Українські популяції нечисленні, їх щільність становить 5–20 особин на 1 м².

## Значення і статус виду
На скорочення чисельності виду впливають як природні, так і антропогенні чинники: низька конкурентна здатність, ізольованість невеликих скупчень рослин, витоптування, випасання, заліснення схилів і розорювання степів. Охорону рястки двозначної утруднює те, що всі відомі місця зростання знаходяться за межами природоохоронних територій. Для збільшення чисельності необхідно виявити усі осередки і створити на цих місцях заказники.
Біологічні особливості цього виду не відрізняються від інших рясток, тому його можна вирощувати в культурі.